# Берёзка (Брянская область)
Берёзка — упразднённая деревня в Клетнянском районе Брянской области. Входила в состав Каменецкого сельского поселения. Упразднена в 2002 г.

## География
Располагалась у левобережного пойменного массива реки Ипуть, в 2 км к северу от деревни Добрая Корна.

## История
В 1964 году Указом Президиума ВС РСФСР деревня Чёрная Грязь переименована в Берёзку.
Законом Брянской области от 5 августа 2002 года деревня Берёзка исключена из учётных данных.